# Лимфоцитарная инфильтрация Джесснера — Канофа
Лимфоцита́рная инфильтра́ция Дже́сснера — Ка́нофа —  доброкачественное заболевание кожи, проявляющееся Т-лимфоцитарной инфильтрацией дермы без образования фолликулов.
Впервые было описано в  1953 году М. Джесснером и Н. Канофом.

## Эпидемиология
Заболеванием чаще страдают мужчины в возрасте от 30 до 50 лет.

## Этиология
Этиология заболевания изучена недостаточно. Считается, что провоцирующими факторами, способствующими развитию заболевания являются: хронические заболевания ЖКТ, прием лекарственных средств, иммунотерапия, инсоляция.

## Клиническая картина
Болезнь характеризуется появлением единичных, плоских, инфильтрированных, округлых, синюшно-розовых бляшек диаметром от 2 до 7 см. Локализация: лицо  область лба и щек), кожа шеи, верхней части туловища, рук.
Для заболевания характерно волнообразное течение. Несмотря на длительное течение, болезнь доброкачественно, без развития атрофических явлений.

## Диагностика
Диагноз ставится на основании клинической картины, данных анамнеза, результатах гистологического исследования биоптатов кожи, а также определения содержания ДНК в клетках методом проточной цитофлюориметрии.

## Дифференциальная диагностика
Дифференциальную диагностику проводят со следующими заболеваниями:
- дискоидная красная волчанка;
- центробежная эритема Биетта;
- лимфоцитома;
- саркоидоз;
- злокачественная лимфома кожи.

Ключевым отличием лимфоцитарной инфильтрации Джесснера — Канофа от красной волчанки является  отсутствие гиперкератоза на поверхности высыпаний, а также длительное доброкачественное течение.

## Лечение
Лечение заболевания комплексное. В стандартной терапии применяют аминохинолиновые препараты, энтеросорбенты, НПВС,местное нанесение такролимуса, пимекролимуса. При отсутствии эффекта применяют системные глюкокортикостероидные  препараты в сочетании с селективной фототерапией.